# Odón de Bayeux
Odo de Bayeux (¿1036?-1097), también llamado Odón, fue un obispo normando y primer conde de Kent. Recibió este título de su medio hermano Guillermo de Normandía, al que auxilió en los preparativos de la batalla de Hastings que le otorgó el trono de Inglaterra.
Odo era uno de los dos hijos bastardos de la plebeya Herleva (también conocida como Arlette, madre de Guillermo) y de Herluin, vizconde de Conteville. El otro hijo de esta pareja fue el futuro conde Roberto de Mortain, hermano pequeño de Odo. La fecha de nacimiento de Odo de Bayeux se ignora, aunque se cree que ocurrió en algún momento entre 1030 y 1036. Fue nombrado obispo de Bayeux por Guillermo en 1049, cuando apenas era un adolescente y carecía de cualquier tipo de formación.
En 1066, Odo colaboró activamente con Guillermo para conseguir los medios necesarios para la conquista normanda de Inglaterra, llegando a adquirir y donar a la empresa muchos de los barcos que transportaron a las tropas de Guillermo a través del Canal de la Mancha. Estuvo presente en Hastings, pero no se sabe a ciencia cierta cómo participó en la batalla. Según algunos, ni siquiera luchó y se quedó en el campamento; según otros, dirigió parte de la caballería durante la contienda, codo con codo con su hermano de madre. Guillermo creó para él el condado de Kent en 1067, situado al sur de Inglaterra, y le convirtió en algo parecido a su primer ministro. Así mismo, Odo fue designado regente de Inglaterra en aquellas ocasiones en que Guillermo tuvo que abandonar el país, y no tuvo el menor problema para dirigir las tropas normandas en su lucha contra las rebeliones periódicas de los anglosajones. Con el tiempo, Odo acaparó un condado tras otro, hasta dominar un total de 23 pequeños territorios desperdigados por el suroeste de Inglaterra. Esto le convirtió en el mayor terrateniente del reino y la figura con más poder del mismo, después del rey.
Por razones poco claras, Guillermo mandó encarcelar a su medio hermano en 1082. Según algunos cronistas posteriores, esto se debió a que Odo planeaba una expedición militar en Italia a espaldas de Guillermo. Incluso se sugirió en su momento que el motivo de esa expedición era la conquista de Roma y el nombramiento del propio Odo como Papa. Sean cuales fueren las razones, Odo pasó los cinco años siguientes entre rejas y todas sus posesiones en Inglaterra se reintegraron como patrimonio de la Corona. No obstante, durante ese tiempo no se le retiró de su puesto como obispo de Bayeux.
Mientras agonizaba en 1087, Guillermo fue persuadido una y otra vez por Roberto para que restituyese a Odo. A la muerte de Guillermo, Odo quedó en libertad y se le devolvieron sus posesiones, pero al no estar contento con el gobierno de su sobrino Guillermo II, decidió apoyar una revuelta de los nobles normandos que tenía como objetivo derrocarlo y sustituirlo por Roberto II de Normandía, el primogénito de Guillermo I. La rebelión fue sofocada en 1088 y Odo capturado, pero su sobrino se negó a ejecutarle como le pedían los nobles bajo su mando. En su lugar le dejó marchar al exilio e instalarse en la corte de Roberto en Normandía.
Cuando el papa Urbano II comenzó a llamar a los nobles europeos para que tomaran parte en la Primera Cruzada, Roberto II y Odo de Bayeux respondieron a su aviso y se unieron a la comitiva. Sin embargo, Odo jamás llegaría a pisar Palestina, pues murió de camino en la ciudad siciliana de Palermo a comienzos de 1097.
En su época, Odo de Bayeux fue famoso por su moral laxa para ser un clérigo y su facilidad para conseguir dinero a través de todas las artimañas posibles. También fue un mecenas de las artes y la enseñanza, además de un gran constructor. Entre las obras que dirigió figuran la construcción de la abadía de Troarn (1059), la realización del tapiz de Bayeux que conmemoraba la victoria de 1066 y la fundación de la escuela catedralicia de Bayeux, donde se formaron muchos prelados posteriores. 